# دالی-راجارا
دالی-راجارا (به انگلیسی: Dalli Rajhara) یک منطقهٔ مسکونی در هند است که در بخش بالود واقع شده‌است. دالی-راجارا ۱۷٫۱۲ کیلومتر مربع مساحت و ۴۴٬۳۶۳ نفر جمعیت دارد و ۴۰۹ متر بالاتر از سطح دریا واقع شده‌است.